# Жагуариби (мезорегион)

Жагуариби на карте.

Жагуариби (порт. Mesorregião do Jaguaribe) — административно-статистический мезорегион в Бразилии, входит в штат Сеара. Население составляет 528 274 человека (на 2010 год). Площадь — 18 440,958 км². Плотность населения — 28,65 чел./км².

## Демография
Согласно сведениям, собранным в ходе переписи 2010 г. Национальным институтом географии и статистики (IBGE), население мезорегиона составляет:
| Полное население                            | Полное население                            | Полное население                            | Полное население                            | 528 274 |
| ------------------------------------------- | ------------------------------------------- | ------------------------------------------- | ------------------------------------------- | ------- |
| в том числе:                                | Городское население                         | 308 245                                     | Процент городского населения, %             | 58,35   |
|                                             | Сельское население                          | 220 029                                     | Процент сельского населения, %              | 41,65   |
|                                             | Мужское население                           | 262 473                                     | Процент мужского населения, %               | 49,69   |
|                                             | Женское население                           | 265 801                                     | Процент женского населения, %               | 50,31   |
| Плотность населения, чел/км²                | Плотность населения, чел/км²                | Плотность населения, чел/км²                | Плотность населения, чел/км²                | 28,65   |
| Население мезорегиона в % к населению штата | Население мезорегиона в % к населению штата | Население мезорегиона в % к населению штата | Население мезорегиона в % к населению штата | 6,25    |

## Статистика
- Валовой внутренний продукт на 2003 составляет 1 369 857 018,00 реалов (данные: Бразильский институт географии и статистики).
- Валовой внутренний продукт на душу населения на 2003 составляет 2709,31 реалов (данные: Бразильский институт географии и статистики).
- Индекс развития человеческого потенциала на 2000 составляет 0,671 (данные: Программа развития ООН).

## Состав мезорегиона
В мезорегион входят следующие микрорегионы:
1. Серра-ду-Перейру
2. Байшу-Жагуариби
3. Литорал-ди-Аракати
4. Медиу-Жагуариби